# 刘朝阳
刘朝阳（1901年—1975年），男，浙江义乌人，中国物理学家、天文学家，曾任同济大学、南京大学、江西大学教授。